# (4871) Riverside
(4871) Riverside (1989 WH1) – planetoida z pasa głównego asteroid okrążająca Słońce w ciągu 3,4 lat w średniej odległości 2,26 j.a. Odkryta 24 listopada 1989 roku.